# Paulo Costa
Paulo Henrique Costa (Belo Horizonte, Brasil; 21 de abril de 1991) es un artista marcial mixto brasileño que actualmente compite en la categoría de peso mediano de Ultimate Fighting Championship (UFC). Desde el 27 de agosto de 2024, está en la posición #9 del ranking de peso mediano de UFC.

## Primeros años
Costa, hijo del trabajador ocasional Carlos Roberto y María Augusta, nació en 1991. Tiene un hermano mayor, Carlos Costa, que es un ex artista marcial mixto y uno de los entrenadores de Paulo.  Paulo creció en Contagem jugando al fútbol y finalmente aprendió Muay Thai a la edad de nueve años para aprender disciplina y evitar peleas callejeras en las que se metía constantemente.  Cuando era adolescente, Paulo se unió a un gimnasio de jiu-jitsu con su hermano solo para abandonar el deporte después de que su padre muriera de cáncer de garganta cuando Paulo tenía 17 años.  Un par de años más tarde, Costa regresó al jiu-jitsu y Comenzó a competir bajo la tutela de su hermano quien ya era cinturón morado en ese momento. 
Para ayudar a su madre con las facturas, Costa trabajó en el sector inmobiliario y como profesor de informática enseñando Microsoft Word y Microsoft Excel . 

## Carrera de artes marciales mixtas

### Inicios
Borrachinha hizo su debut profesional en MMA en su país natal, Brasil, en febrero de 2012. Durante los siguientes cinco años, acumuló un récord de 8-0 con 7 nocauts y 1 sumisión.

### The Ultimate Fighter: Brasil
Costa fue elegido para ser un luchador en The Ultimate Fighter: Brasil 3. En la ronda de apertura, derrotó a José Roberto a través de sumisión (estrangulador de guillotina) en el segundo asalto. Costa fue el segundo peleador de peso medio elegido por el entrenador Wanderlei Silva. Su siguiente pelea fue contra Márcio Alexandre Jr. y Costa perdió por decisión dividida.

### Ultimate Fighting Championship
Borrachinha hizo su debut el 11 de marzo de 2017 en UFC Fight Night 106 contra Garreth McLellan. Ganó la pelea por TKO en el primer asalto, ganando su primera Actuación de la Noche, así como su primera victoria con la promoción.
Borrachinha enfrentó a Oluwale Bamgbose el 3 de junio de 2017 en el UFC 212. Ganó la pelea por TKO en el segundo asalto.
Borrachinha enfrentó a Johny Hendricks el 4 de noviembre de 2017 en UFC 217. Ganó la pelea por TKO en el segundo asalto.
Se esperaba que Costa enfrentara a Uriah Hall el 21 de abril de 2018 en UFC Fight Night 128. Sin embargo, Costa se retiró de la pelea a mediados de marzo por una lesión en el brazo. La pelea fue reprogramanda para el 7 de julio de 2018, en UFC 226. Costa ganó la pelea por nocaut técnico en el segundo asalto. Tras la pelea, recibió el premio a la Actuación de la Noche.
Se esperaba que Costa enfrentara a Yoel Romero el 3 de noviembre de 2018, en UFC 230. Sin embargo, Romero indicó a mediados de agosto que si bien se le autorizó a pelear, sus médicos le han recomendado que espere otros cuatro a cinco meses (a principios de 2019) para permitir que las heridas faciales ocurridas durante su última pelea más reciente sanen por completo. Los oficiales de la promoción eliminaron la pelea de la cartelera el 12 de septiembre, La pelea se reprogramo para el 17 de agosto de 2019, en UFC 241. Costa ganó la pelea por decisión unánime, esta pelea lo merecedor del premio de Pelea de la Noche.

#### Post Oportunidad Titular
Estaba previsto que Costa se enfrentara a Robert Whittaker el 17 de abril de 2021 en UFC por ESPN 22. Sin embargo, el 16 de marzo Costa se retiró de la lucha debido a una enfermedad. 
Costa enfrentó a Marvin Vettori en una pelea de peso semipesado el 23 de octubre de 2021, en UFC Fight Night 196, la que originalmente estaba programada como una pelea de peso mediano y brevemente como una pelea de peso pactado. Costa recibió duras críticas por presentarse 25 libras sobre el límite de peso mediano.  Costa perdió la pelea por decisión unánime. En la conferencia post-pelea, el presidente de UFC Dana White declaró que  Costa no competiría más en peso mediano.
Costa estaba programado para enfrentar al ex-Campeón Mundial de Peso Mediano de UFC Luke Rockhold el 30 de julio de 2022, en UFC 277. Sin embargo, la pelea fue trasladada a UFC 278 por razones desconocidas. Costa ganó la pelea por decisión unánime. Esta pelea lo hizo merecedor del premio de Pelea de la Noche.
Costa estaba programado para enfrentar a Robert Whittaker el 12 de febrero de 2023, en UFC 284. Sin embargo, Costa contradijo el anuncio oficial de la promoción indicando que nunca había firmado el contrato y que la pelea no se llevaría a cabo.
Costa estaba programado para enfrentar a Ikram Aliskerov el 29 de julio de 2023, en UFC 291. Sin embargo, el 19 de julio se anunció que la promoción optó por cancelar la pelea para que Costa enfrentarse a Khamzat Chimaev el 21 de octubre de 2023, en UFC 294. A su vez, debido a una lesión Costa se retiró una semana antes de la pelea, Chimaev se terminó enfrentando al ex-Campeón Mundial de Peso Wélter de UFC Kamaru Usman.
Costa enfrentó al ex campeón de peso mediano de UFC Robert Whittaker el 17 de febrero de 2024 en UFC 298.  A pesar de casi acabar con Whittaker al final del primer asalto con una patada en la cabeza, Costa terminó perdiendo la pelea por decisión unánime.
Costa enfrentó al ex-Campeón Mundial de Peso Mediano de UFC Sean Strickland el 1 de junio de 2024, en UFC 302. Perdió la pelea por decisión dividida.

## Controversias

### Presunta agresión a una enfermera
El 31 de mayo de 2022, Costa fue interrogado por la policía de la Región Metropolitana de Belo Horizonte, Brasil, sobre un incidente en el que fue acusado de golpear a una enfermera con el codo durante una disputa por una tarjeta de vacunación COVID-19. Costa afirmó que ya estaba vacunado pero que no lo había registrado en su cartilla de vacunación y que le pidió a la enfermera que firmara su cartilla. La enfermera, sin embargo, afirmó que Costa no había sido vacunado y se negó a firmar, y que intentó huir con la cartilla de vacunación cumplimentada sin que le aplicaran la inyección. Continuó diciendo que como medida para evitar que se fuera, agarró a Costa del brazo y Costa le propinó un codazo en la cara, lo que provocó que la enfermera sufriera un labio hinchado. No se presentaron cargos.

## Campeonatos y logros
- Ultimate Fighting Championship
  - Pelea de la Noche (Dos veces) vs. Yoel Romero y Luke Rockhold
  - Actuación de la Noche (Dos veces) vs. Garreth McLellan y Uriah Hall [34][35]

- Jungle Fight
  - Campeonato de Peso Mediano (Una vez)
    - Una defensa titular exitosa
- MMAjunkie.com
  - Pelea del Mes de agosto de 2019 vs. Yoel Romero[36]
  - Pelea del Mes de febrero de 2024 vs. Robert Whittaker [37]
- Sherdog
  - Asalto del Año 2019 vs. Yoel Romero (asalto 1)[38]

## Récord en artes marciales mixtas
| Récord profesional | Récord profesional | Récord profesional |
| 19 peleas          | 15 victorias       | 4 derrotas         |
| ------------------ | ------------------ | ------------------ |
| Nocaut             | 11                 | 1                  |
| Sumisión           | 1                  | 0                  |
| Decisión           | 3                  | 4                  |

| Resultado | Récord | Oponente                         | Método                      | Evento                                | Fecha                    | Ronda | Tiempo | Localización            | Notas |  |
| Victoria  | 15–4   | Roman Kopylov                    | Decisión (unánime)          | UFC 318                               | 19 de julio de 2025      | 3     | 5:00   | Nueva Orleans, Luisiana | |  |
| Derrota   | 14–4   | Sean Strickland                  | Decisión (dividida)         | UFC 302                               | 1 de junio de 2024       | 5     | 5:00   | Newark, Nueva Jersey    | |  |
| Derrota   | 14–3   | Robert Whittaker                 | Decisión (unánime)          | UFC 298                               | 17 de febrero de 2024    | 3     | 5:00   | Anaheim, California     | |  |
| Victoria  | 14–2   | Luke Rockhold                    | Decisión (unánime)          | UFC 278                               | 20 de agosto de 2022     | 3     | 5:00   | Salt Lake City, Utah    | Regreso a peso mediano. Pelea de la Noche.                                                                    |  |
| Derrota   | 13–2   | Marvin Vettori                   | Decisión (unánime)          | UFC Fight Night: Costa vs. Vettori    | 23 de octubre de 2021    | 5     | 5:00   | Las Vegas, Nevada       | Debut en peso semipesado. A Costa se le descontó un punto en la segunda ronda debido a un pinchazo en el ojo. |  |
| Derrota   | 13–1   | Israel Adesanya                  | TKO (golpes)                | UFC 253                               | 26 de septiembre de 2020 | 2     | 3:59   | Abu Dabi                | Por el Campeonato de Peso Medio de UFC.                                                                       |  |
| Victoria  | 13–0   | Yoel Romero                      | Decisión (unánime)          | UFC 241                               | 17 de agosto de 2019     | 3     | 5:00   | Anaheim, California     | Pelea de la Noche.                                                                                            |  |
| Victoria  | 12–0   | Uriah Hall                       | TKO (golpes)                | UFC 226                               | 7 de julio de 2018       | 2     | 2:28   | Paradise, Nevada        | Actuación de la Noche.                                                                                        |  |
| Victoria  | 11–0   | Johny Hendricks                  | TKO (golpes)                | UFC 217                               | 4 de noviembre de 2017   | 2     | 1:23   | New York, New York      | |  |
| Victoria  | 10–0   | Oluwale Bamgbose                 | TKO (golpes)                | UFC 212                               | 3 de junio de 2017       | 2     | 1:06   | Río de Janeiro          | |  |
| Victoria  | 9–0    | Garreth McLellan                 | TKO (golpes)                | UFC Fight Night: Belfort vs. Gastelum | 11 de marzo de 2017      | 1     | 1:17   | Fortaleza               | Debut en UFC. Actuación de la Noche.                                                                          |  |
| Victoria  | 8–0    | Adriano Silverio Balby de Araujo | KO (golpe)                  | Jungle Fight 90                       | 3 de septiembre de 2016  | 1     | 3:25   | São Paulo               | Defendió el Campeonato de Peso Mediano de Jungle Fight.                                                       |  |
| Victoria  | 7–0    | Eduardo Ramon                    | Sumisión (rear naked choke) | Jungle Fight 87                       | 21 de mayo de 2016       | 1     | 2:40   | São Paulo, Brasil       | Ganó el Campeonato Vacante de Peso Mediano de Jungle Fight.                                                   |  |
| Victoria  | 6–0    | Bruno Assis                      | TKO (golpes)                | Jungle Fight 84                       | 5 de diciembre de 2015   | 1     | 1:17   | São Paulo               | |  |
| Victoria  | 5–0    | Wagner Silva Gomes               | TKO (golpes)                | FTF 11                                | 24 de abril de 2015      | 1     | 4:37   | Río de Janeiro          | Ganó el Campeonato Vacante de Peso Mediano de Face to Face.                                                   |  |
| Victoria  | 4–0    | Gerson da Silva Conceição        | TKO (parada médica)         | FTF 9                                 | 19 de diciembre de 2014  | 1     | 5:00   | Río de Janeiro          | |  |
| Victoria  | 3–0    | Fabio Moreira                    | TKO (golpes)                | BH Fight: MMA Grand Prix              | 1 de noviembre de 2013   | 1     | 1:26   | Belo Horizonte          | |  |
| Victoria  | 2–0    | Ademilson Borges Duarte          | TKO                         | Upper Fight: MMA Championship 2       | 15 de junio de 2013      | 1     | 0:32   | Teófilo Otoni           | |  |
| Victoria  | 1–0    | Teo Esteves                      | TKO (golpes)                | MMA Total Combat: Santa Luzia         | 5 de febrero de 2012     | 1     | 2:08   | Santa Luzia             | |  |

## Peleas en Pay-per-view
| Evento  | Pelea              | Fecha                    | Recinto     | Ciudad                           | Compras de PPV |
| ------- | ------------------ | ------------------------ | ----------- | -------------------------------- | -------------- |
| UFC 253 | Adesanya vs. Costa | 27 de septiembre de 2020 | Flash Forum | Abu Dabi, Emiratos Arábes Unidos | 700.000        |